# کارل هاردمن
کارل هاردمن (انگلیسی: Karl Hardman؛ ۲۲ مارس ۱۹۲۷ – ۲۲ سپتامبر ۲۰۰۷) تهیه‌کننده و هنرپیشه اهل ایالات متحده آمریکا بود. از فیلم‌هایی که وی در آن نقش داشته است، می‌توان به شب مردگان زنده اشاره کرد.